# Vero Beach South
Vero Beach South è un census-designated place (CDP) degli Stati Uniti d'America, situato in Florida, nella contea di Indian River.